# Porte ouest de Lhassa

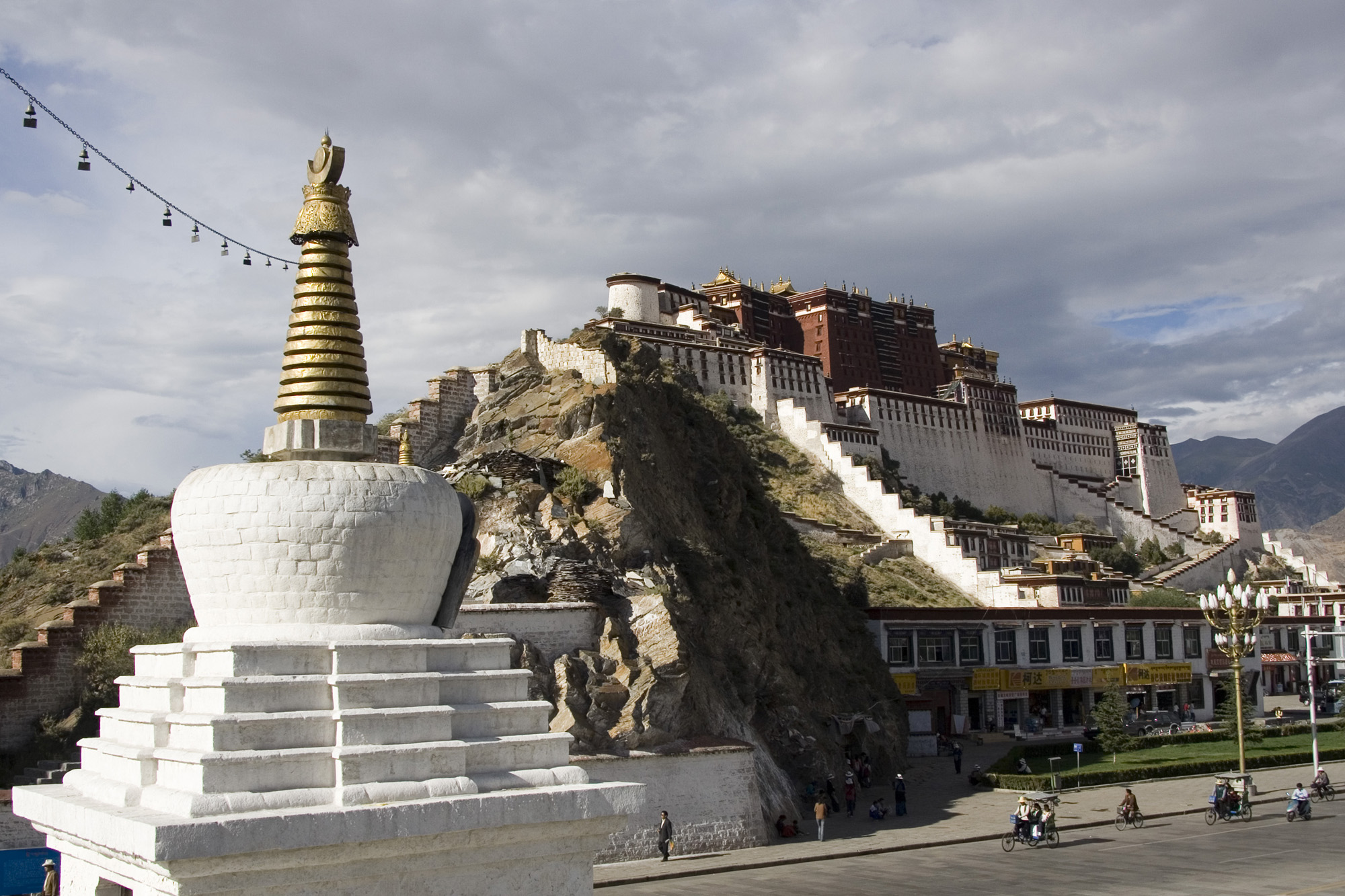
La porte ouest de Lhassa, vue depuis le bas de la colline de Chagpori, en 2006. Le fil de clochettes relie la pointe du chorten central au chorten au pied de la colline de Chagpori.

La porte ouest de Lhassa, en tibétain Pargo Kaling et en anglais Western Gate, est un chörten monumental dont la base, en forme d'arche, servait de porte d'entrée, depuis l'ouest, à la ville de Lhassa, entre la colline de Marpori (coiffée du palais du Potala) et celle de Chagpori. Ce chörten est en fait l'élément central d'un ensemble de trois chörtens en ligne, les deux autres, qui sont de moindre taille, étant perchés respectivement là où commencent l'une et l'autre colline.

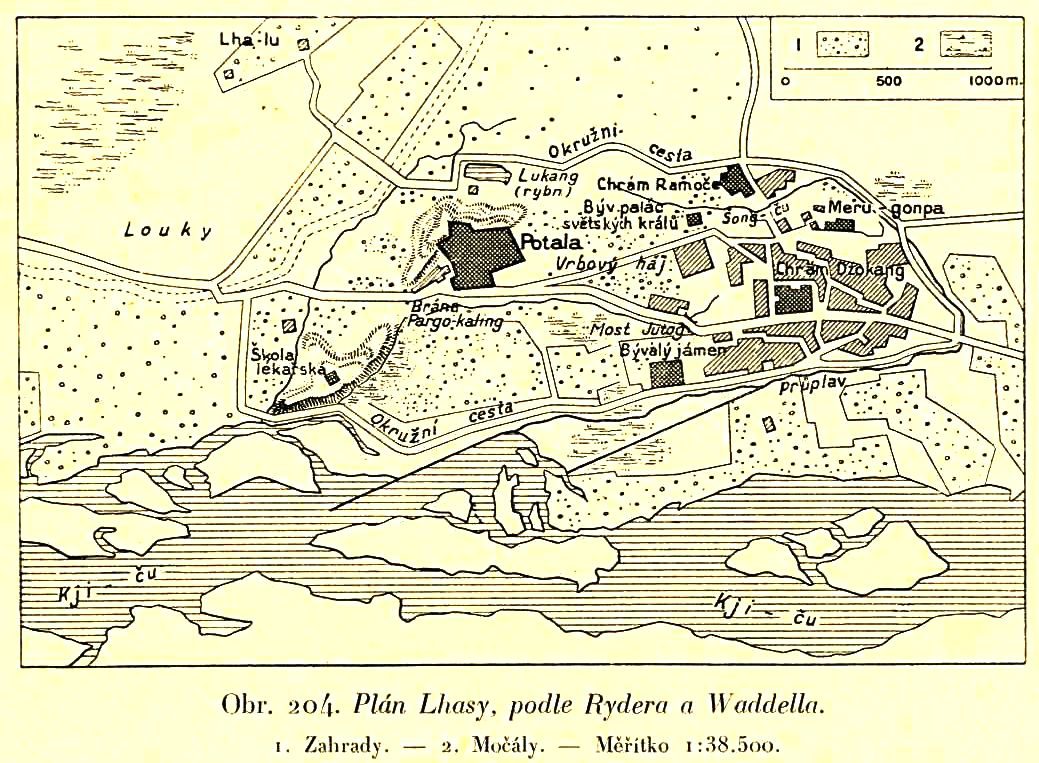
Carte de Lhassa en 1932 légendée en tchèque et en anglais. Le Pargo Kaling se trouve à l'extrémité ouest de la ville.

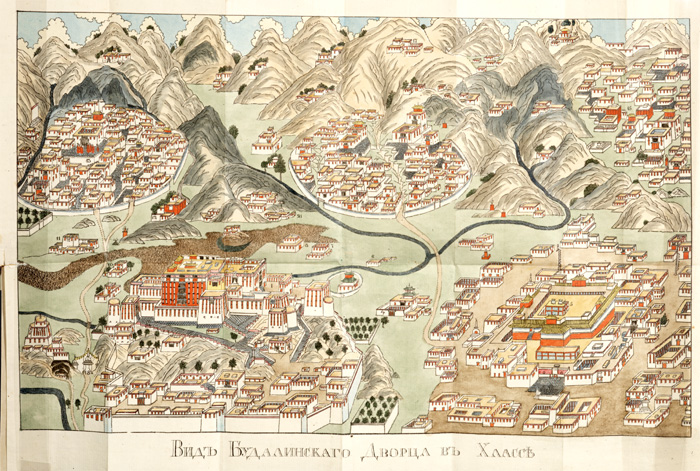
Carte de Lhassa de Nikita Bitchourine (première moitié du XIXe siècle). Dans l'angle inférieur gauche, on aperçoit, en tout petit, la porte ouest avec ses trois chörtens et même ses fils à clochettes.

## Appellations
L'appellation en tibétain de la porte ouest connaît plusieurs formes : outre Pargo Kaling, on rencontre Pawogaling (Peter Aufschnaiter), Drakgo Kaling (André Alexander), Barkokani ou Bakokani (G. Ts. Tsybikoff), et Bar chorten (G. Ts. Tsybikoff).

## Représentations
La représentation la plus ancienne connue figure sur la carte de Lhassa de Nikita Bitchourine (première moitié du XIXe siècle). Dans l'angle inférieur gauche, on aperçoit le grand chörten central avec son passage inférieur et les deux petits chörtens latéraux auxquels il est relié par des fils à clochettes.
Vient ensuite un dessin figurant sur la carte du Tibet central de la collection Wise, commanditée dans la deuxième moitié du XIXe siècle par le major britannique William Edmund Hay. Là aussi, le chörten central est relié par un fil orné de clochettes aux deux chörtens latéraux.
Dans son ouvrage Voyage à Lhassa et au Tibet central (1902), l'espion britannique et érudit indien Sarat Chandra Das décrit ainsi la porte ouest photographiée par l'explorateur bouriate G. Ts. Tsybikov en 1900-1901 : « Le grand bâtiment à deux étages à droite est une maison privée. Des fils, sur lesquels des clochettes sont suspendues, s'étendent de la cime du chörten au sommet des deux autres chörtens plus petits de part et d'autre du passage. ».

## Histoire
C'est en passant sous le chörten que les soldats du corps expéditionnaire britannique au Tibet central entrent dans Lhassa le 4 août 1904 pour y défiler en grande tenue, précédés de l'escorte du commissaire impérial (garde du corps, piquiers et fantassins). Le colonel Francis Younghusband est accompagné de tous les membres de la mission, de correspondants de guerre, de deux compagnies de fusiliers royaux et de la 2e compagnie d'infanterie à cheval.
Dans les années 1980, la vieille porte ouest a disparu mais dans la décennie suivante le bâtiment est reconstruit à l'identique à son ancien emplacement par les autorités de Lhassa,,. Selon l'architecte André Alexander, la date de la destruction est 1967 et celle de la reconstruction 1995.

## Galerie

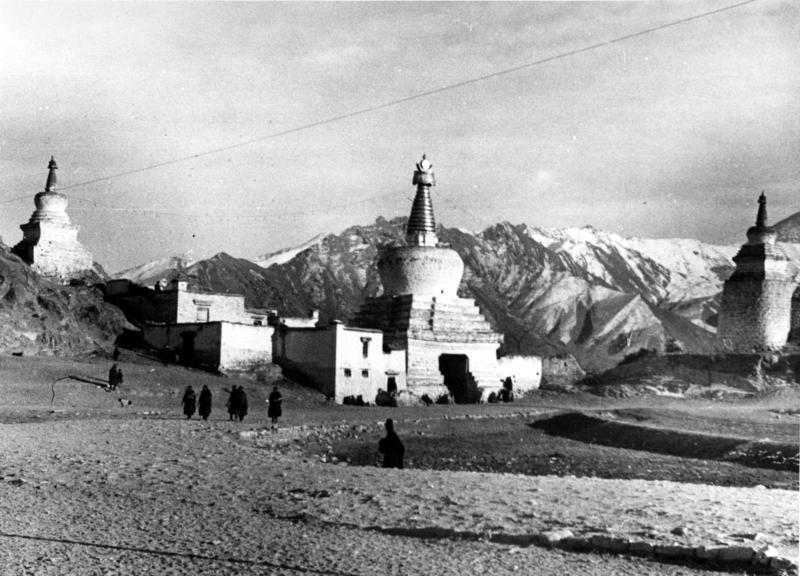
Façade avant de la porte ouest en 1938.
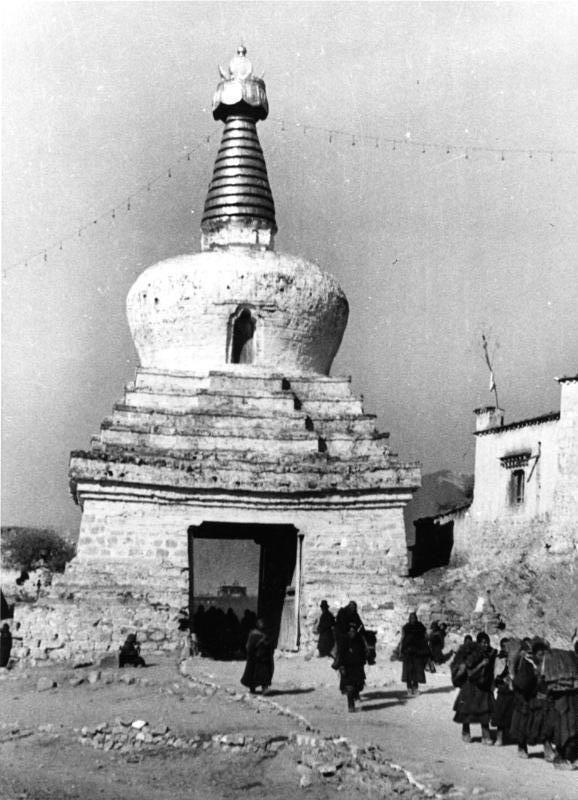
Façade arrière de la porte ouest en 1938.
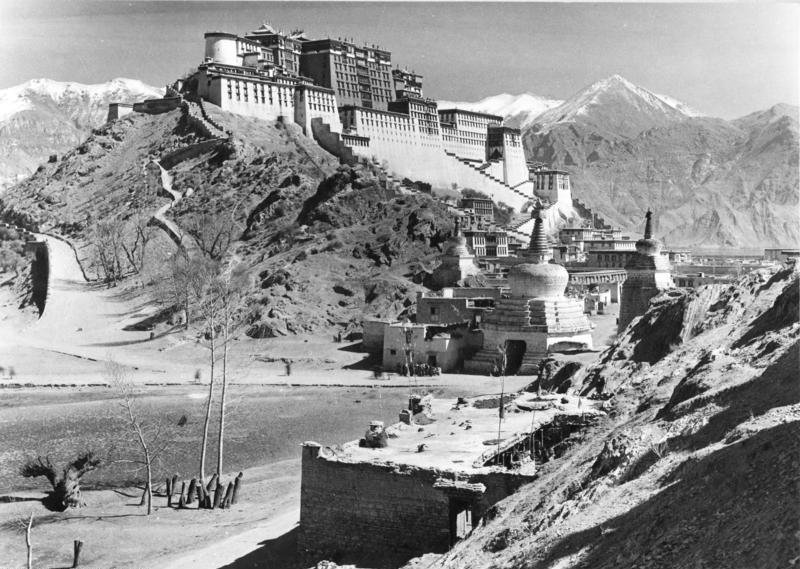
Porte ouest et palais du Potala en 1938.
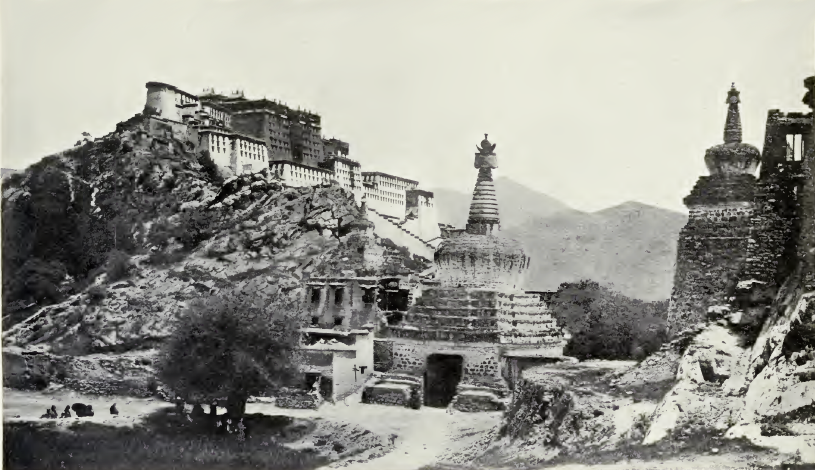
Porte ouest prise en 1904 par un photographe du corps expéditionnaire britannique.
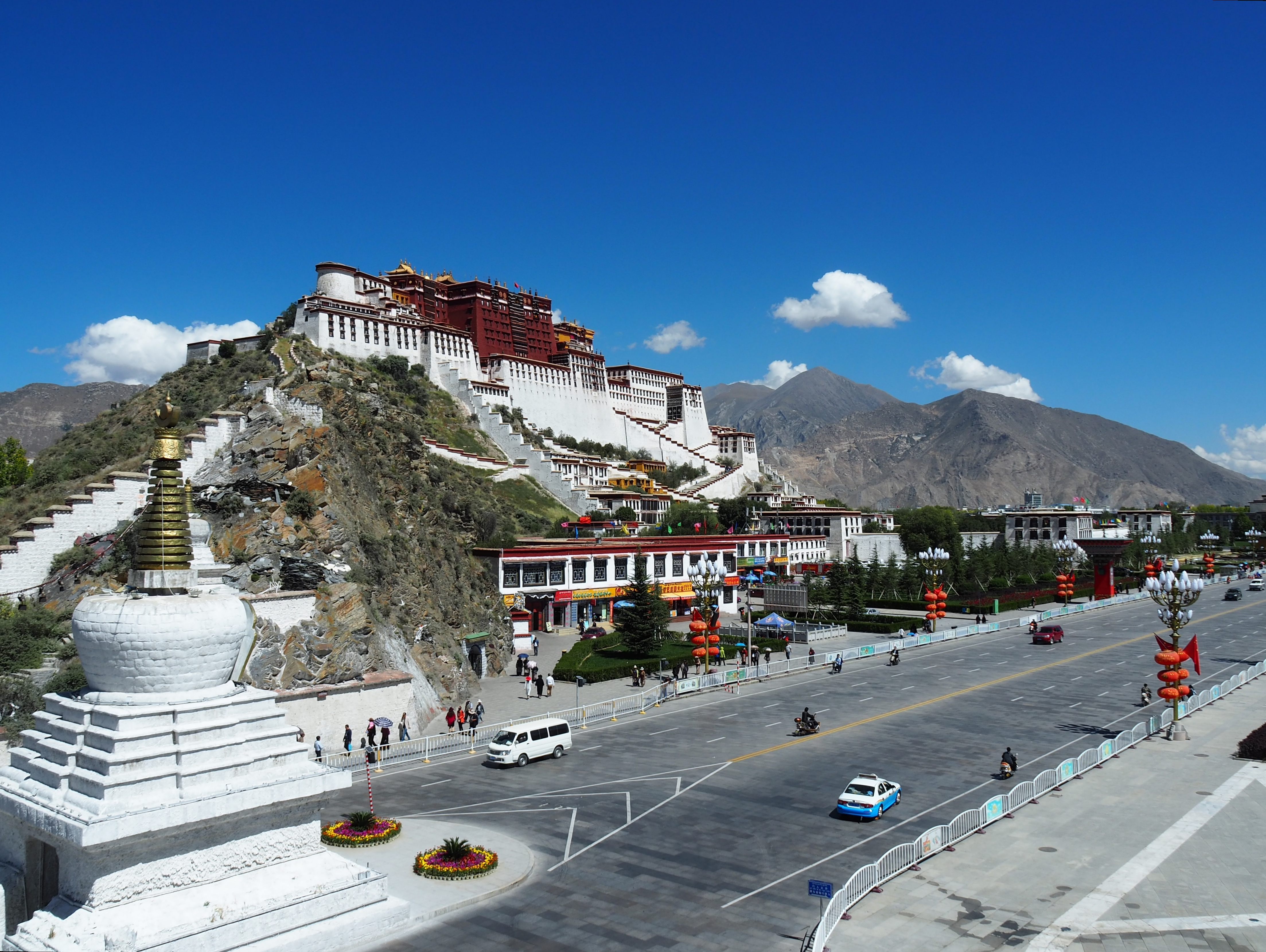
Le chörten central en 2015.
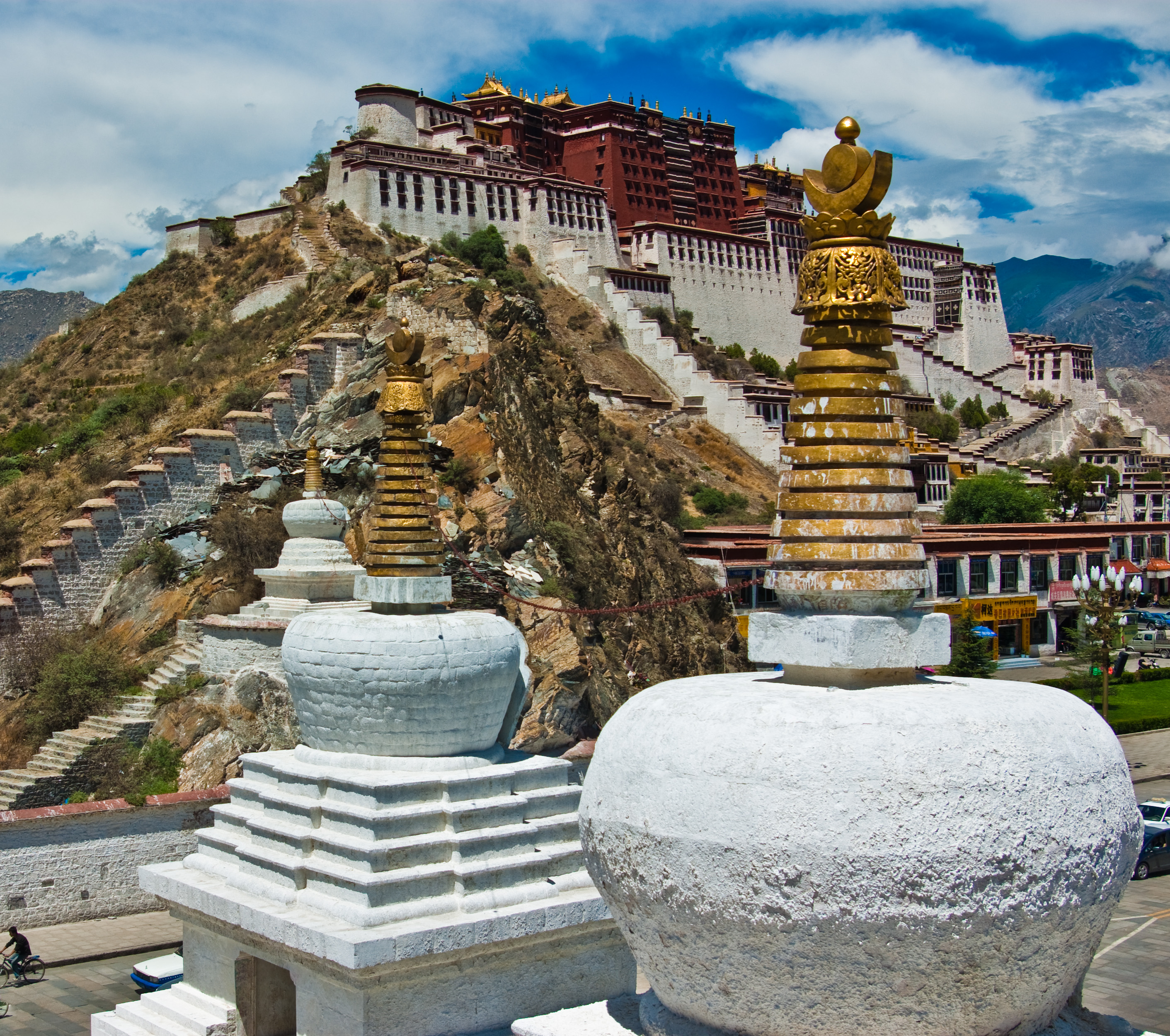
Les trois chörtens en 2009.
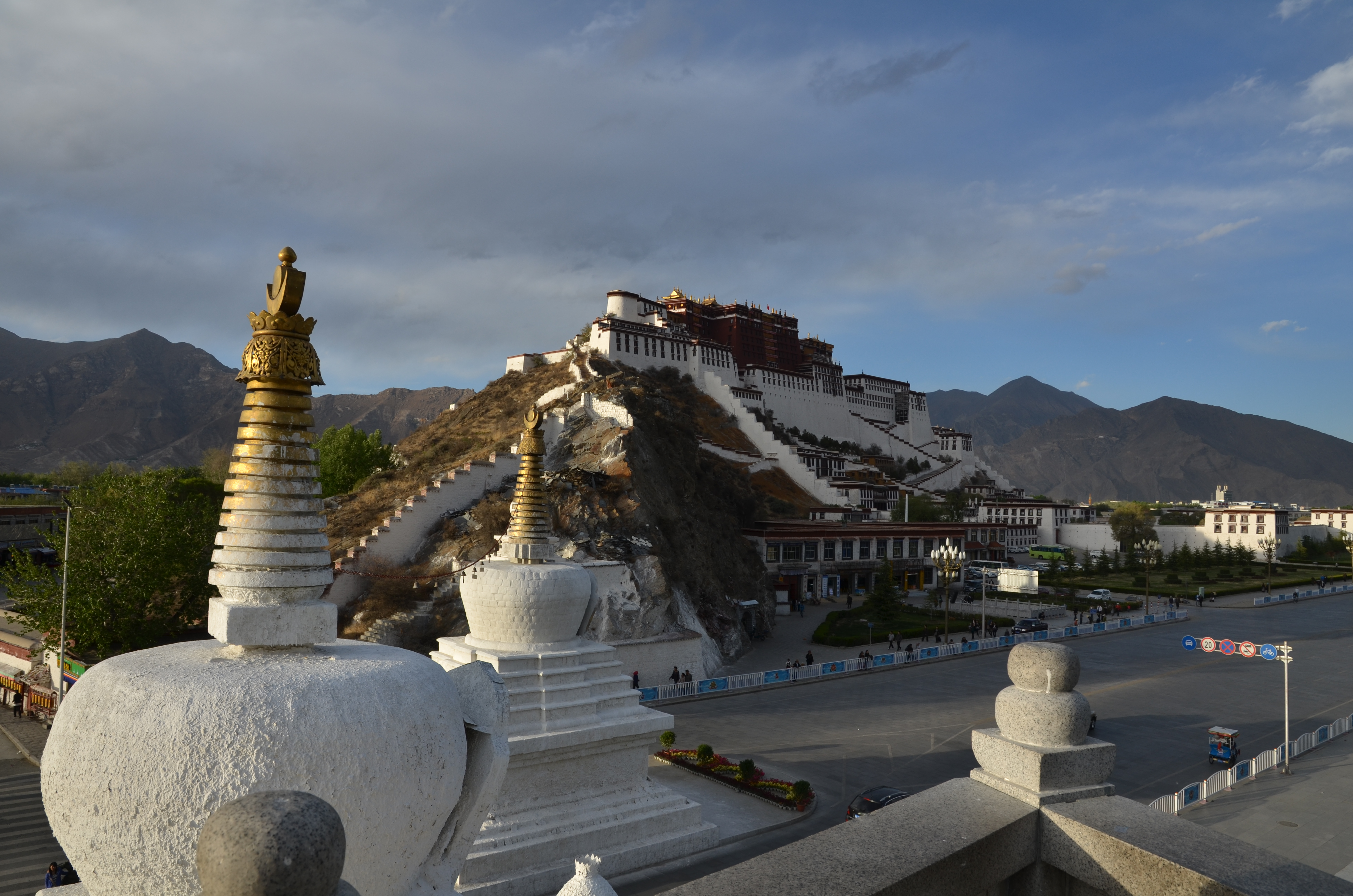
Le chörten central et le chörten au pied de la colline de Chagpori en 2011.